# Cartutx de joc de Nintendo
Un Cartutx de joc de Nintendo o Targeta de joc de Nintendo és un format propi basat en l'emmagatzematge flash que s'utilitza per distribuir físicament videojocs per a determinades consoles de Nintendo. Els cartutxos de joc s'assemblen tant a versions més petites i primes de Hudson's HuCard, el mitjà d'emmagatzematge per al PC-Engine, com als cartutxos Game Pak ROM utilitzats per a les consoles de jocs portàtils anteriors llançades per Nintendo, com la Game Boy i Game Boy Advance. Els xips ROM de màscara estan fabricats per Macronix i tenen una velocitat d'accés de 150 ns.

## Nintendo DS

### Cartutx de joc Nintendo DS

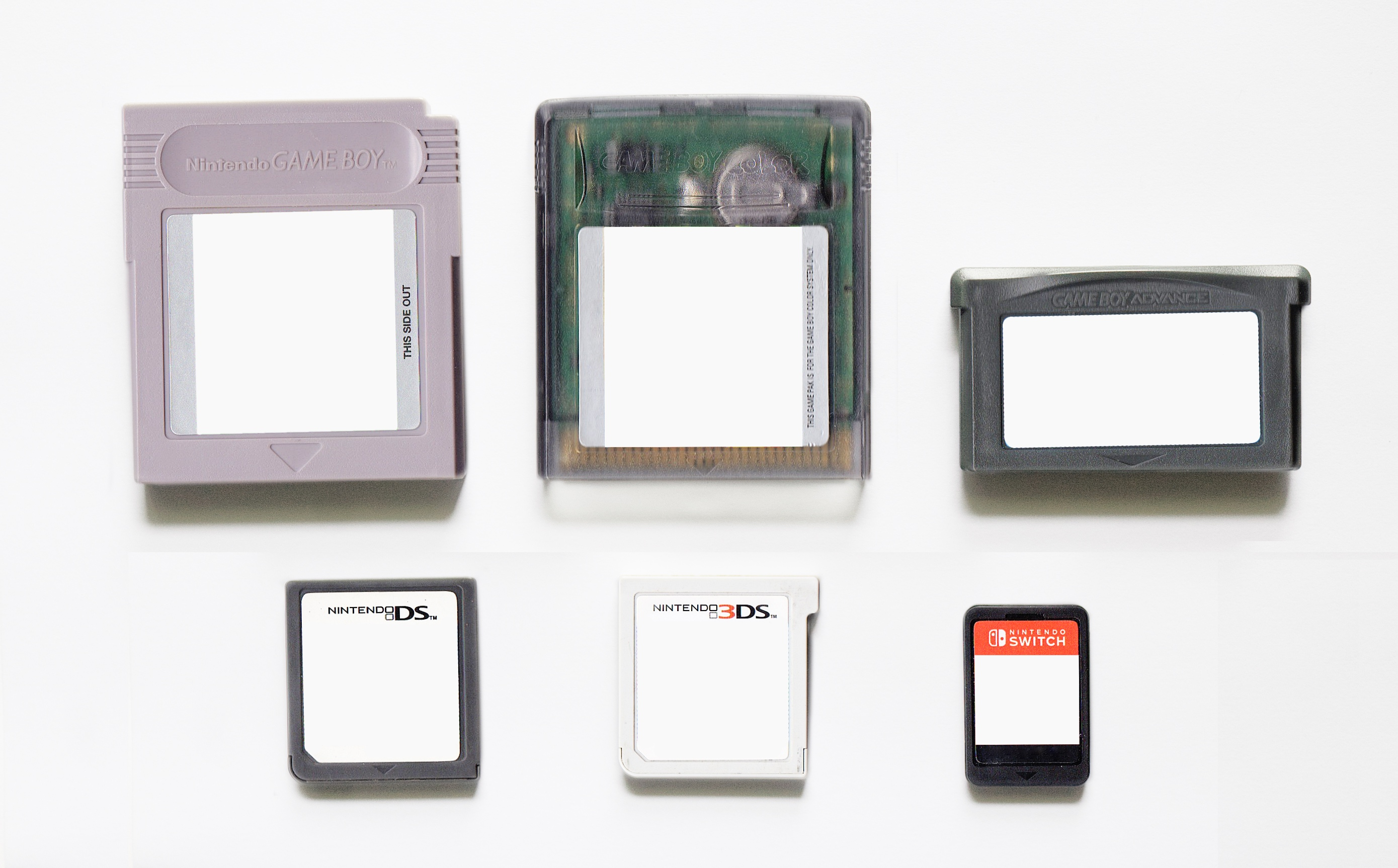
D'esquerra a dreta, de dalt a baix: Game Boy, Game Boy Color i Game Boy Advance Game Paks, amb targetes de joc de Nintendo DS, Nintendo 3DS i Nintendo Switch

Els cartutxos per a la Nintendo DS oscil·laven entre 64 megabits i 4 gigabits (8–512 MB) de capacitat. Les targetes contenen una memòria flash integrada per a les dades del joc i una EEPROM per guardar dades d'usuari com ara el progrés del joc o les puntuacions més altes. No obstant això, hi ha un nombre reduït de jocs que no tenen memòria desada com Electroplancton.
Segons un bloc d'IGN de Backbone Entertainment, el desenvolupador de MechAssault: Phantom War, més gran (com ara les targetes de 128 MB) tenen una velocitat de transferència de dades un 25% més lenta que les targetes més petites (com ara 64 MB) targetes; tanmateix, no es va esmentar la taxa base específica.

### Targeta de joc Nintendo DSi
El 2008 es va llançar la Nintendo DSi. La consola va oferir diverses millores de hardware i funcions addicionals respecte a les versions anteriors de Nintendo DS, com ara la inclusió de càmeres. Tot i que molts títols de Nintendo DS llançats després incloïen funcions que milloraven el joc quan es jugaven a la consola Nintendo DSi, la majoria d'aquests jocs conservaven la compatibilitat amb les versions originals de DS. No obstant això, es van llançar uns quants títols de jocs minoristes que funcionaven exclusivament per a les consoles Nintendo DSi per raons com ara requerir funcions de càmera, i aquests títols tenen targetes de joc amb carcassa de color blanc (tots els jocs exclusius de DSi estan bloquejats per regió). Alguns exemples d'aquestes cartes de joc inclouen Picture Perfect Hair Salon. Tot i que aquestes targetes de joc blanques es poden inserir físicament a les consoles Nintendo DS originals, el seu programari no va funcionar a causa de les funcions de maquinari que falten i mostrarà un missatge d'error. Aquestes targetes de joc exclusives de DSi són totalment compatibles amb la família Nintendo 3DS.
Abans del llançament de la Nintendo DSi, Nintendo va animar els desenvolupadors a llançar jocs exclusius de DSi com a descarregables DSiWare en lloc de targetes de joc minoristes que no funcionarien a les consoles Nintendo DS anteriors.

### Suport infraroig

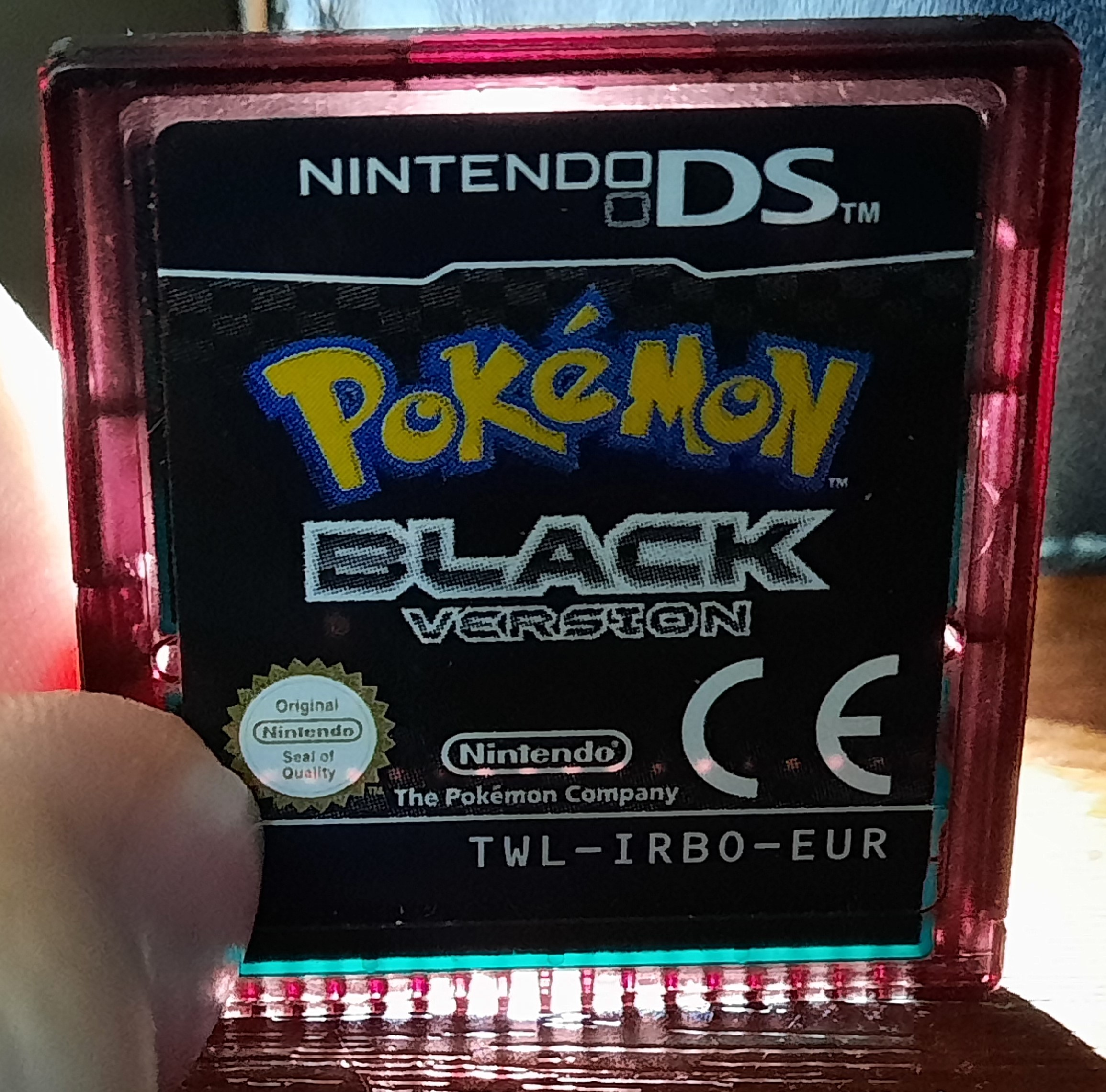
Cartutx de joc Pokémon Edició Negre, que mostra la seva translucidesa darrere de la llum

Tot i que totes les versions de la línia Nintendo DS no tenien suport d'infrarojos natius, alguns títols van fer ús d'aquest tipus de funció de comunicació mitjançant targetes de joc amb els seus propis transceptors d'infrarojos. Aquestes cartes de joc són generalment més brillants i fosques que les cartes de joc habituals de Nintendo DS, i revelen la seva translucidesa quan s'exposen a la llum. Alguns exemples d'aquestes cartes de joc inclouen Entrenador personal: caminar i salut activa amb Carol Vorderman, que es connecten als podòmetres inclosos en Pokémon HeartGold i SoulSilver que es connecten a l'accessori Pokéwalker inclòs, i Pokémon Black and White i Pokémon Black 2 i White 2, que connecten els sistemes DS l'un enfront de l'altre.

## Nintendo 3DS
Les targetes de joc per a la Nintendo 3DS tenen una mida d'1 a 8 gigabytes, amb 2 GB de dades del joc al llançament. S'assemblen molt a les cartes de joc de DS, però són incompatibles i tenen una petita pestanya a un costat per evitar que s'insereixin en un DS, DS lite o un DSi.

## Nintendo Switch

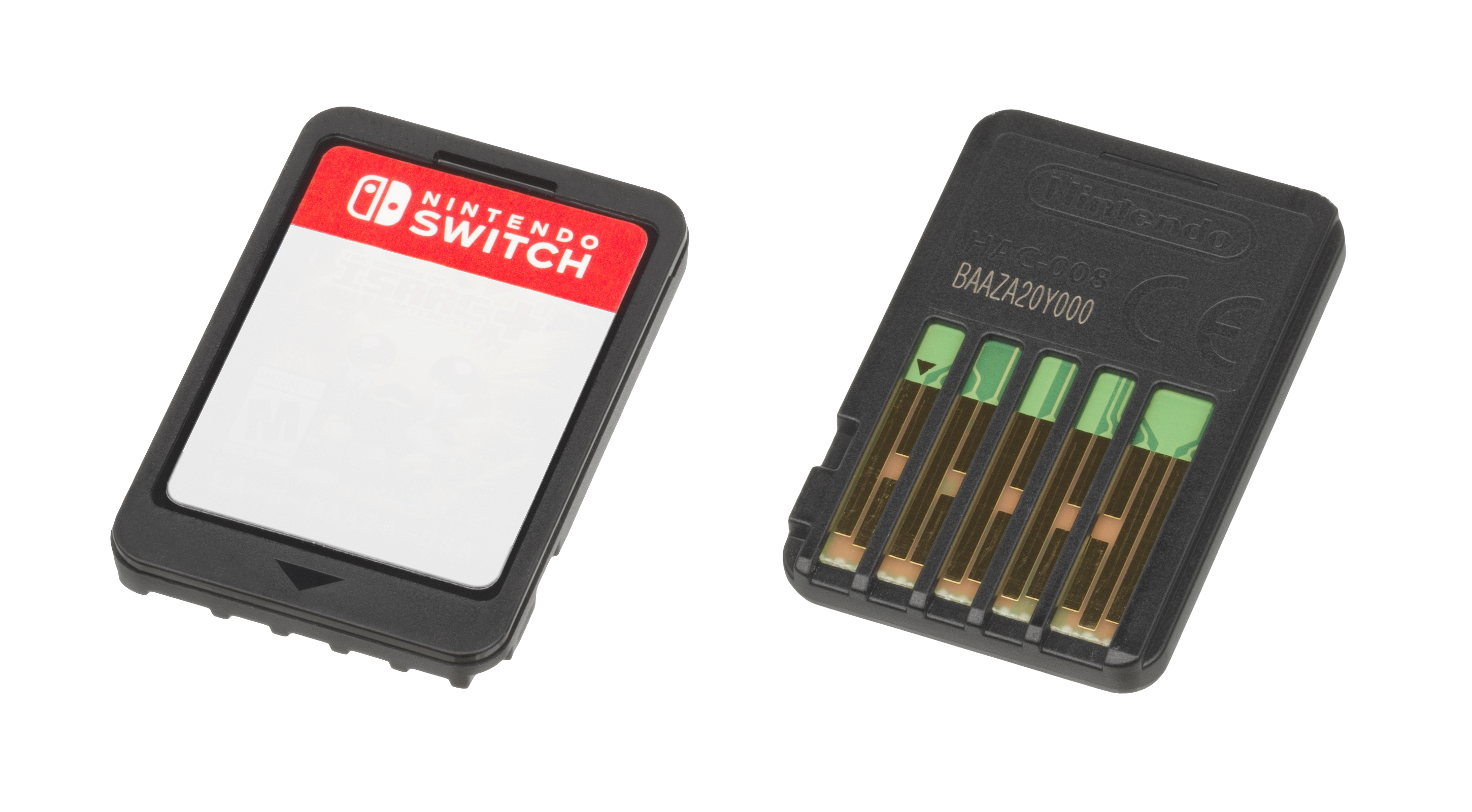
Un cartutx de joc de Nintendo Switch des de dalt (esquerra) i per darrere (dreta)

El Nintendo Switch utilitza una tecnologia de memòria flash no volàtil similar a les targetes SD que s'anomenen oficialment targetes de joc. Es tracta de tecnologies diferents dels cartutxos de joc volàtils que són similars a les plaques RAM. Aquesta versió és més petita i té una capacitat d'emmagatzematge més gran que les seves versions anteriors. Malgrat les seves similituds, el Switch no és compatible amb targetes DS i 3DS. Les targetes de joc utilitzades a l'Switch no es poden escriure i les dades de desat s'emmagatzemen a la memòria interna de la consola, a diferència de les targetes de joc DS i 3DS, que són escrivibles i poden emmagatzemar dades desades.
A causa de la seva petita mida, les cartes de joc de Nintendo Switch estan recobertes de benzoat de denatoni, un amargant no tòxic, com a mesura de seguretat contra el consum accidental per part dels nens petits. Els vídeos d'usuaris tastant intencionadament cartes de joc i reaccionant amb fàstic al gust es van convertir en un mem abans del llançament de la consola, que es va originar a partir de les accions de Jeff Gerstmann en un webcast de Giant Bomb.
Les targetes tenen una varietat de capacitats: 1 GB, 2 GB, 4 GB, 8 GB, 16 GB i 32 GB.